# Rheinisch-Bergischer Kreis
Der Rheinisch-Bergische Kreis, gegründet am 1. Oktober 1932, ist ein Kreis im Süden von Nordrhein-Westfalen.

## Geografie

### Lage
Der Rheinisch-Bergische Kreis liegt, wie sein Name schon erkennen lässt, in dem Teil des Bergischen Landes, der dem Rhein zugewandt ist.
Das Kreisgebiet gehört zum Rheinischen Schiefergebirge. Von der Kölner Bucht steigt das Land nach Osten hin an. Die höchsten Punkte sind der Kleine Heckberg bei Federath, Stadt Overath mit 348 m und der Rattenberg bei Buchholzen, Stadt Wermelskirchen mit 345 m. Der niedrigste Punkt mit 51 m über NN befindet sich im Tal der Wupper in Leichlingen.
Der Kreis hat bei einer Fläche von 438 Quadratkilometern eine Nord-Süd-Ausdehnung von rund 33 sowie eine Ost-West-Ausdehnung von etwa 26 Kilometern.
Die äußersten Grenzpunkte sind im Norden bei der Ortschaft Preyersmühle, im Osten auf Overather Gebiet nahe dem Kleinen Heckberg, im Süden in der Wahner Heide und im Westen die Stadtgrenze von Leichlingen zu Langenfeld entlang der A3.
Das Gebiet ist relativ regenreich durch die Wolken, die der Wind von Westen herantreibt. Die Entwässerung erfolgt zum Rhein hin durch die Wupper, die Dhünn mit ihrem Zufluss Eifgenbach, die Strunde, die Sülz und die Agger.
Der Mittelpunkt des Rheinisch-Bergischen Kreises liegt an der Zwergenhöhle Herrenstrunden.

### Gemeinden
| Name                    | Einwohner | Fläche     | Einw./km² | Status                         | AGS        |
| ----------------------- | --------- | ---------- | --------- | ------------------------------ | ---------- |
| Bergisch Gladbach       | 111.361   | 083.09 km² | 1340      | große kreisangehörige Stadt    | 05 378 004 |
| Burscheid               | 019.272   | 027.33 km² | 0705      | kreisangehörige Stadt          | 05 378 008 |
| Kürten                  | 020.033   | 067.29 km² | 0298      | kreisangehörige Gemeinde       | 05 378 012 |
| Leichlingen (Rheinland) | 028.078   | 037.26 km² | 0754      | mittlere kreisangehörige Stadt | 05 378 016 |
| Odenthal                | 015.782   | 039.87 km² | 0396      | kreisangehörige Gemeinde       | 05 378 020 |
| Overath                 | 026.663   | 068.88 km² | 0387      | mittlere kreisangehörige Stadt | 05 378 024 |
| Rösrath                 | 028.709   | 038.80 km² | 0740      | mittlere kreisangehörige Stadt | 05 378 028 |
| Wermelskirchen          | 034.375   | 074.80 km² | 0460      | mittlere kreisangehörige Stadt | 05 378 032 |
|                         | 284.273   | 437.32 km² | 0650      | Rheinisch-Bergischer Kreis     | 05 378     |

(Einwohnerzahlen vom 31. Dezember 2024)
Die beiden Diagramme zeigen die Flächenanteile und die Bevölkerungsanteile der einzelnen Kommunen.
| Die zur Anzeige dieser Grafik verwendete Erweiterung wurde dauerhaft deaktiviert. Wir arbeiten aktuell daran, diese und weitere betroffene Grafiken auf ein neues Format umzustellen. (Mehr dazu) |  |  | Die zur Anzeige dieser Grafik verwendete Erweiterung wurde dauerhaft deaktiviert. Wir arbeiten aktuell daran, diese und weitere betroffene Grafiken auf ein neues Format umzustellen. (Mehr dazu) |

### Nachbarkreise
Der Kreis grenzt im Uhrzeigersinn im Westen beginnend an die kreisfreien Städte Köln und Leverkusen, an den Kreis Mettmann, an die kreisfreien Städte Solingen und Remscheid, an den Oberbergischen und an den Rhein-Sieg-Kreis.
| Kreis Mettmann   | Solingen, Remscheid                         |                      |
| Leverkusen, Köln | Kompassrose, die auf Nachbargemeinden zeigt | Oberbergischer Kreis |
|                  | Rhein-Sieg-Kreis                            |                      |

## Geschichte

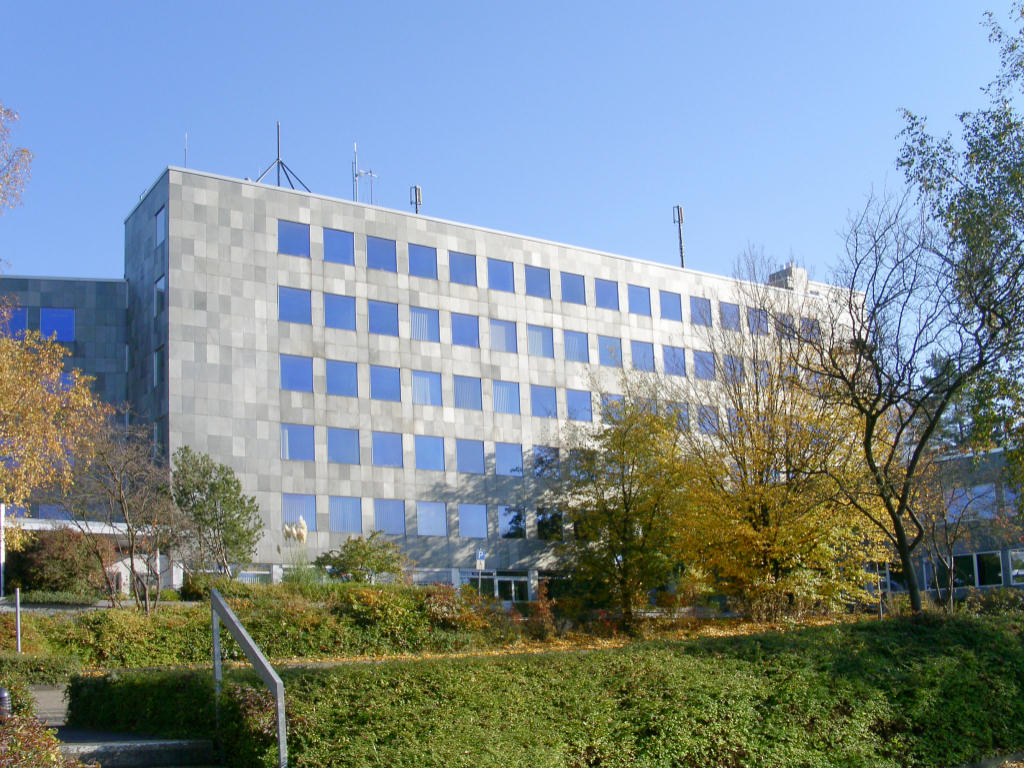
Kreishaus in Bergisch Gladbach

### Vorgeschichte
Die Besiedlung einer Region durch den Menschen ist eng an geografische Gegebenheiten, Witterung und Klima gebunden. In vor- und frühgeschichtlicher Zeit stellte sich das heutige Kreisgebiet als ein unwirtliches Hügelland mit dicht bewaldeten Höhen und sumpfigen Tälern dar. Spuren einer frühen Besiedlung, etwa aus der Steinzeit und der Bronzezeit, sind spärlich. Erst seit dem 9. Jahrhundert v. Chr. mehren sich entsprechende Hinweise. Im westlichen Teil des heutigen Kreisgebietes, unweit des Rheintals, fanden sich mehrere Gräber aus vorrömischer Zeit. Gegen Ende des 5. Jahrhunderts n. Chr. setzte von Westen her offenbar eine Besiedlung des Berglandes durch fränkische Bevölkerungsgruppen ein.
Die älteste schriftliche Quelle ist uns erst aus dem Frühmittelalter überliefert: Der Prümer Urbar von 893 ist ein Verzeichnis der Weiler und Bauernhöfe, die zu der Abtei Prüm gehörten. Darin verzeichnet ist auch vogelberhc, heute Hoffnungsthal in Rösrath.
Der Rheinisch-Bergische Kreis ist Teil der Region Bergisches Land – wobei „bergisch“ nicht von der hügeligen bis bergigen Landschaft zwischen Wupper und Sieg abgeleitet ist. Vielmehr resultiert der Landschaftsname aus dem gräflichen, später herzöglichen Geschlecht der Herren von Berg. Gegen Ende des 11. Jahrhunderts etablierte sich hier die Grafschaft Berg, die 1380 zum Herzogtum Berg erhoben wurde. Das Herzogtum bestand bis 1806. Napoléon übernahm das Herzogtum auf dem Tauschweg vom Bayerischen König Maximilian I. und übereignete es seinem Schwager Joachim Murat. Im Zusammenhang mit der Errichtung des Rheinbundes (1806) entstand das Großherzogtum Berg, das bis 1813 Bestand hatte. In dieser Zeit zu Beginn des 19. Jahrhunderts wurden zahlreiche Neuerungen in Verwaltung und Rechtswesen eingeführt, siehe auch Code civil.
Nach zweijähriger provisorischer Verwaltung durch das Generalgouvernement Berg kam das Gebiet aufgrund der auf dem Wiener Kongress getroffenen Vereinbarungen 1815 zum Königreich Preußen. Das Kreisgebiet wurde 1822 Teil der Rheinprovinz.

### Der alte Kreis
Zum Zwecke von Einsparungen bei den öffentlichen Haushalten wurde am 1. Oktober 1932 in Preußen eine Kreisreform durchgeführt, bei der zahlreiche kleinere Kreise aufgelöst wurden. Dabei wurden im Regierungsbezirk Köln unter anderem die beiden Kreise Mülheim am Rhein und Wipperfürth zusammengeschlossen. Der ursprünglich für den neuen Kreis vorgesehene Name Bergischer Kreis wurde durch Beschluss des Preußischen Staatsministeriums vom 27. September 1932 in Rheinisch-Bergischer Kreis geändert. Kreissitz wurde Bergisch Gladbach, als Verwaltungsgebäude diente bis 1972 die Villa Zanders.
Der erste oder alte Rheinisch-Bergische Kreis umfasste bei seiner Gründung am 1. Oktober 1932
- die Städte Bergisch Gladbach und Wipperfürth
- die Gemeinden Bensberg, Klüppelberg, Lindlar, Odenthal, Overath, Porz und Rösrath
- die Ämter Engelskirchen (mit den Gemeinden Engelskirchen und Hohkeppel) und Kürten (mit den Gemeinden Kürten, Bechen, Olpe und Wipperfeld).

Die Ost-West-Ausdehnung entsprach also im Wesentlichen den natürlichen Gegebenheiten. Die Orte und Verkehrswege befinden sich vielfach in den Tälern der Flüsse und Bäche, die von den bergischen Höhen im Osten dem Rheintal im Westen zustreben.
Die preußische Regierung setzte 1932 den Landrat des alten Kreises Mülheim Matthias Eberhard als Landrat ein, der jedoch bereits 1933 durch Julius Mennicken, einen Funktionär der NSDAP, abgelöst wurde. Mennicken hatte das Amt bis 1945 inne. Während der NS-Herrschaft war der Landrat in vielen Angelegenheiten von den Weisungen des Kreisleiters der NSDAP abhängig. Kreisleiter während der gesamten Zeit war Walter Aldinger.
Nach dem Zweiten Weltkrieg wurde der Kreis Teil der Britischen Besatzungszone und seit 1946 Teil des neuen Bundeslandes Nordrhein-Westfalen. Von der britischen Militärregierung wurde zunächst Heinrich Linder am 15. April 1945 als Landrat eingesetzt. Aufgrund seiner NSDAP-Mitgliedschaft wurde er am 19. Mai 1945 abgesetzt und Friedrich Heuser als Landrat eingesetzt. Dieser hatte dieses Amt vom 21. Mai 1945 bis zum 17. Juni 1946 inne. Anschließend wurde er Oberkreisdirektor.
Nach britischem Vorbild wurden die Zuständigkeiten des Landrats aufgeteilt. Der Landrat wurde als politischer Repräsentant vom Kreistag aus seinen Reihen gewählt und war als Kommunalpolitiker ehrenamtlich tätig. Leiter der Verwaltung war der Oberkreisdirektor, der auf Vorschlag des Kreistages von der Bezirksregierung ernannt wurde. Er musste die laufbahnrechtlichen Voraussetzungen erfüllen.
Schnell wurde die Villa Zanders als Sitz der Verwaltung zu klein. So entstand in unmittelbarer Umgebung 1953 ein Erweiterungsbau der Verwaltung, der bis 1972 von der Kreisverwaltung genutzt wurde und heute von der Stadtverwaltung Bergisch Gladbach genutzt wird.
Ehrenamtliche Landräte
- 1946–1948 Herbert Klein
- 1948–1958 Josef Roesch
- 1958–1962 Carl Allmann
- 1962–1968 Hubert Görg
- 1968–1974 Konrad Kraemer

Oberkreisdirektoren
- 1946–1947 Friedrich Heuser
- 1947–1966 Walter Hagemann
- 1966–1974 Walter Scholtissek

Die Bevölkerungszahl stieg im und nach dem Zweiten Weltkrieg stark an. Flüchtlinge aus den ausgebombten Städten und Heimatvertriebene aus dem Osten fanden im Kreis eine neue Heimat.
| Jahr | Einwohner |
| ---- | --------- |
| 1933 | 102.816   |
| 1939 | 111.369   |
| 1946 | 148.031   |
| 1950 | 159.506   |
| 1961 | 207.604   |
| 1970 | 268.901   |
| 1972 | 288.000   |

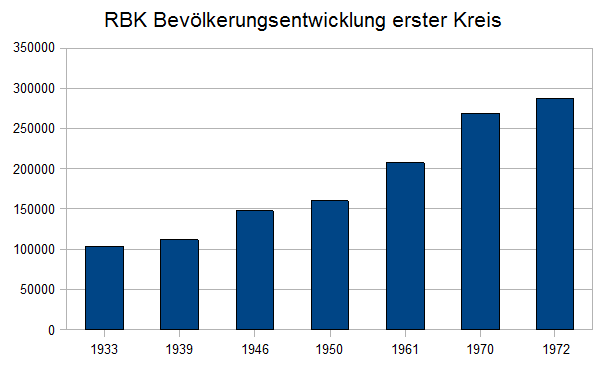
Bevölkerungsentwicklung 1933–1972

Ab 1972 wurde für die Kreisverwaltung das neue Kreishaus „Am Rübezahlwald“ im Ortsteil Heidkamp genutzt. Später kam noch ein Nebengebäude in Gronau hinzu.

### Seit 1975
Nachdem bereits andere Regionen Nordrhein-Westfalens neu geordnet wurden, kam es zum 1. Januar 1975 zu einer kommunalen Neugliederung im Raum Köln durch das Köln-Gesetz.
Der nördlich des alten Rheinisch-Bergischen Kreises gelegene Rhein-Wupper-Kreis wurde aufgelöst und sein Gebiet auf sieben Städte und Kreise verteilt. Die Gemeinde Witzhelden schloss sich mit Leichlingen zusammen, Dabringhausen und Dhünn mit Wermelskirchen. Die Städte Burscheid, Leichlingen und Wermelskirchen wurden Teil des Rheinisch-Bergischen Kreises. Im Volksmund werden sie als Nordkreis bezeichnet.
Der Rheinisch-Bergische Kreis verlor die Gemeinden Wipperfeld, Klüppelberg und Lindlar, das Amt Engelskirchen und die Stadt Wipperfürth an den Oberbergischen Kreis.
Die am Rhein gelegene Stadt Porz mit etwa 90.000 Einwohnern wurde Stadtbezirk von Köln.
Auch unter den im neuen Kreis verbleibenden Kommunen kam es zu Änderungen: Die Stadt Bensberg wurde aufgelöst und in wesentlichen Teilen Bergisch Gladbach zugeschlagen. Das Sülztal mit Immekeppel und Untereschbach kam von Bensberg an Overath, der Raum Dürscheid zu Kürten. Schildgen wechselte von Odenthal zu Bergisch Gladbach. Aus dem Amt Kürten wurde die Gemeinde Kürten, jedoch ohne Wipperfeld.
Durch die Neugliederung schrumpfte die Fläche des Kreises von rund 620 auf 438 Quadratkilometer. Die Einwohnerzahl sank von 290.000 auf 243.000. Der Kreis hat nun seine größte Ausdehnung nicht mehr in Ost-West-Richtung, sondern in Nord-Süd-Richtung. Bergisch Gladbach, Kürten, Odenthal, Overath und Rösrath gelten als Südkreis.
Für die Verwaltung und die Bevölkerung der drei Städte im Nordkreis änderte sich noch mehr: Sie gehören nicht mehr zum Regierungsbezirk Düsseldorf, sondern zum Regierungsbezirk Köln. Die Infrastruktur, bisher nach Düsseldorf, Solingen und Remscheid ausgerichtet, musste teils umgestellt werden. Wichtige Behörden sitzen jetzt in Bergisch Gladbach und Köln. Die Umstellung bei den Behörden erfolgte buchstäblich von einem Tag auf den anderen. Umstellungen in anderen Bereichen wie dem öffentlichen Personennahverkehr dauerten Jahre. Dazu kamen kulturelle und religiöse Unterschiede, die sich noch jahrzehntelang bemerkbar machen. Die Menschen im Nordkreis sind zum überwiegenden Teil evangelisch, im Südkreis katholisch.
Aufgrund der Neuordnung wurden im Mai 1975 Neuwahlen zum Kreistag, zum Landtag und zu den Stadt-/Gemeinderäten durchgeführt. Im neuen Kreistag ergab sich folgende Sitzverteilung:
- CDU: 33 Sitze
- SPD: 24 Sitze
- FDP: 6 Sitze

Die CDU stellt seit 1975 ununterbrochen die stärkste Fraktion im Kreistag.
| Ehrenamtliche Landräte - 1975–1989 Konrad Kraemer - 1989–1999 Rolf Hahn | 00 | Oberkreisdirektoren - 1975–1984 Walter Scholtissek - 1984–1991 Klaus Siebenkotten - 1991–1993 Hans-Joachim Reck - 1994–1997 Jürgen Kroneberg - 1997–1999 Norbert Mörs | 00 | Hauptamtliche Landräte - 1999–2004 Norbert Mörs - 2004–2011 Rolf Menzel - 2012–2017 Hermann-Josef Tebroke - seit 2017 Stephan Santelmann |

### Einwohnerstatistik seit 1975

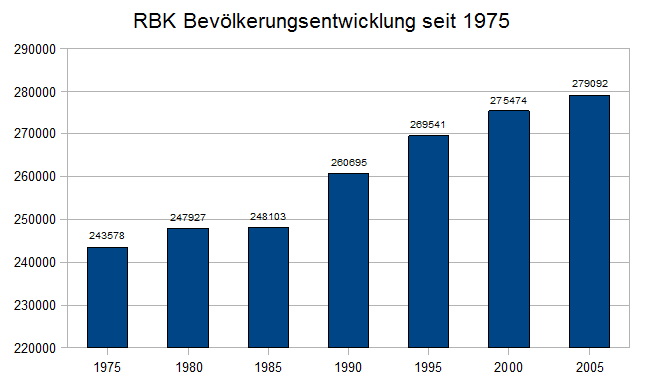
Bevölkerungsentwicklung 1975–2005

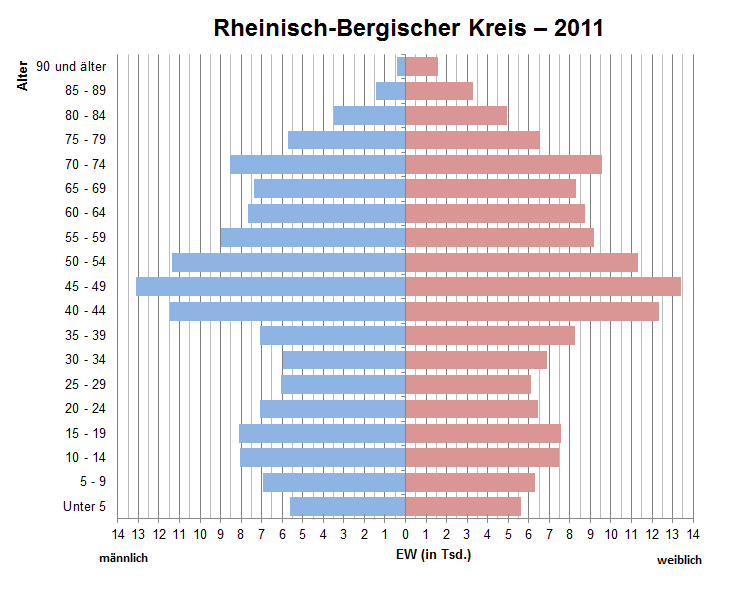
Bevölkerungspyramide für den Rheinisch-Bergischen Kreis (Datenquelle: Zensus 2011)

| Jahr | Einwohner |
| ---- | --------- |
| 1975 | 243.578   |
| 1980 | 247.927   |
| 1985 | 248.103   |
| 1987 | 245.391   |
| 1990 | 260.695   |
| 1995 | 269.541   |
| 2000 | 275.474   |
| 2005 | 279.092   |
| 2010 | 276.927   |
| 2015 | 282.729   |
| 2020 | 283.275   |

### Konfessionsstatistik
Gemäß der Volkszählung 2011 waren von den 278.182 Einwohnern 39,8 % römisch-katholisch, 26,5 % evangelisch und 33,7 % waren konfessionslos oder gehörten einen anderen Glaubensgemeinschaft an. Der Anteil der Protestanten und Katholiken am Gesamtbevölkerung ist seitdem mit 1 % jährlich gesunken. Gemäß dem Zensus 2022 waren (2022) 32,9 % der Einwohner katholisch, 21,5 % evangelisch und 45,6 % waren konfessionslos, gehörten einer anderen Glaubensgemeinschaft an oder machten keine Angabe.
Laut kirchliche Statistik waren mit Stand 31. Dezember 2022 32,5 % (92.900) der Einwohner katholisch. Am 31. Dezember 2023 waren 31,1 % (89.100) katholisch und am 31. Dezember 2024 waren es noch 30,4 % (86.300).

## Politik

### Wahlergebnisse Kreistag
- DIE LINKE.: 2
- GRÜNE: 17
- SPD: 13
- FREIE WÄHLER: 3
- FDP: 5
- CDU: 27
- AfD: 3

| Jahr    | CDU    | SPD    | GRÜNE  | FDP    | DIE LINKE. | AfD    | FREIE WÄHLER | UWG/BfB 1 |
| ------- | ------ | ------ | ------ | ------ | ---------- | ------ | ------------ | --------- |
| 1975    | 51,5 % | 38,3 % |        | 10,2 % |            |        |              |           |
| 1979    | 52,1 % | 37,8 % |        | 09,4 % |            |        |              |           |
| 1984    | 46,1 % | 33,4 % | 11,0 % | 08,5 % |            |        |              |           |
| 1989    | 43,3 % | 35,5 % | 10,1 % | 11,1 % |            |        |              |           |
| 1994    | 45,1 % | 35,0 % | 11,7 % | 06,9 % |            |        |              | 1,3 %     |
| 1999    | 51,3 % | 28,5 % | 08,0 % | 07,1 % |            |        |              | 3,8 %     |
| 2004    | 40,4 % | 27,8 % | 12,1 % | 10,0 % |            |        |              | 6,2 %     |
| 02009 2 | 38,4 % | 22,9 % | 12,9 % | 11,9 % | 03,3 %     |        |              | 4,8 %     |
| 02014   | 41,1 % | 24,2 % | 13,7 % | 06,5 % | 03,9 %     | 04,5 % | 02,8 %       |           |
| 02020 3 | 37,3 % | 18,8 % | 24,4 % | 06,5 % | 02,9 %     | 04,8 % | 04,0 %       |           |

Fußnoten
Das Ergebnis der Kreistagswahl vom 13. September 2020 mit einer Wahlbeteiligung von 56,77 % führte im Kreistag zu folgender Sitzverteilung:
| CDU | SPD | GRÜNE | FDP | AfD | Freie Wähler | DIE LINKE. | Gesamt |
| --- | --- | ----- | --- | --- | ------------ | ---------- | ------ |
| 27  | 13  | 17    | 5   | 3   | 3            | 2          | 70     |

CDU und GRÜNE haben für die Wahlperiode 2020–2025 eine Koalition geschlossen.

### Landrat
Der hauptamtliche Landrat wird in Nordrhein-Westfalen alle sechs Jahre direkt gewählt. Er ist nicht Mitglied des gleichzeitig gewählten Kreistages, leitet jedoch die Sitzungen des Kreistages und des Kreisausschusses. Er repräsentiert den Kreis nach außen. In diesen Funktionen vertreten ihn bei Bedarf die ehrenamtlichen Landräte aus den Reihen der Kreistagsmitglieder.
Gleichzeitig ist er Leiter der Kreisverwaltung und führt die Beschlüsse des Kreistages aus.
Im Auftrag des Landes Nordrhein-Westfalen führt er im Rahmen der Organleihe auch Aufgaben als untere staatliche Verwaltungsbehörde aus. Er ist damit Leiter der Kreispolizeibehörde und des Schulamtes.
Am 8. Oktober 2017 gewann Stephan Santelmann die Stichwahl um das Amt des Landrats. Kraft einer Übergangsregelung, mit der die Wahl der Landräte in Nordrhein-Westfalen wieder gleichzeitig mit den Kommunalwahlen stattfinden werden, beträgt die laufende Amtszeit von Landrat Santelmann acht Jahre, sie endet 2025.
- Hauptamtlicher Landrat: Stephan Santelmann (CDU)[27]
- 1. stellvertretender Landrat: Uli Heimann (CDU)
- 2. stellvertretende Landrätin: Claudia Seydholdt (SPD)
- 3. stellvertretende Landrätin: Friedhelm Weiß (Bündnis 90/Die Grünen)
- 4. stellvertretender Landrat: Mathilde Drewing (FDP)

Kreisdirektor und damit allgemeiner Vertreter des Landrates ab 1. Juni 2008: Erik Werdel.
Die Verwaltung hat rund 700 Mitarbeiter.

### Parlamentarische Vertretung

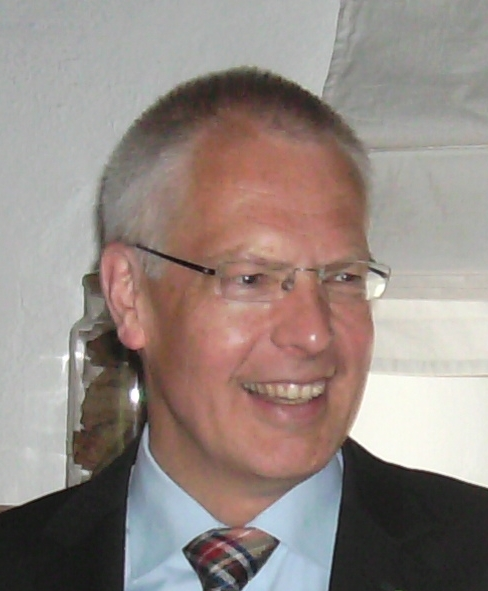
Hermann-Josef Tebroke, 2013

Der Rheinisch-Bergische Kreis wird seit der Wahl vom 14. Mai 2017 im Landtag Nordrhein-Westfalen durch zwei direkt gewählte Abgeordnete vertreten. Der Wahlkreis I umfasst Bergisch Gladbach und Rösrath; Abgeordneter war bis zu seinem Tod im Juni 2019 Holger Müller, CDU. Der Wahlkreis II umfasst Burscheid, Kürten, Leichlingen, Odenthal, Overath und Wermelskirchen; Abgeordneter ist Rainer Deppe, CDU. Christian Lindner, FDP zog über die jeweilige Landesliste seiner Partei in den 17. Landtag und den 19. Bundestag ein.
Im Deutschen Bundestag wurde der Rheinisch-Bergische Kreis (Bundestagswahlkreis 100) von 1994 bis 2017 durch Wolfgang Bosbach vertreten. 2017 gewann Hermann-Josef Tebroke das Direktmandat des Rheinisch-Bergischen Kreises.

### Wappen
| Wappen von Rheinisch-Bergischer Kreis | Blasonierung: „Unter grünem Schildhaupt mit silbernem schrägen Wellenbalken ein silberner gespaltener Schild. Vorn zwei schwarze Wechselzinnenbalken, hinten ein blaubewehrter und -gekrönter roter Löwe.“ |

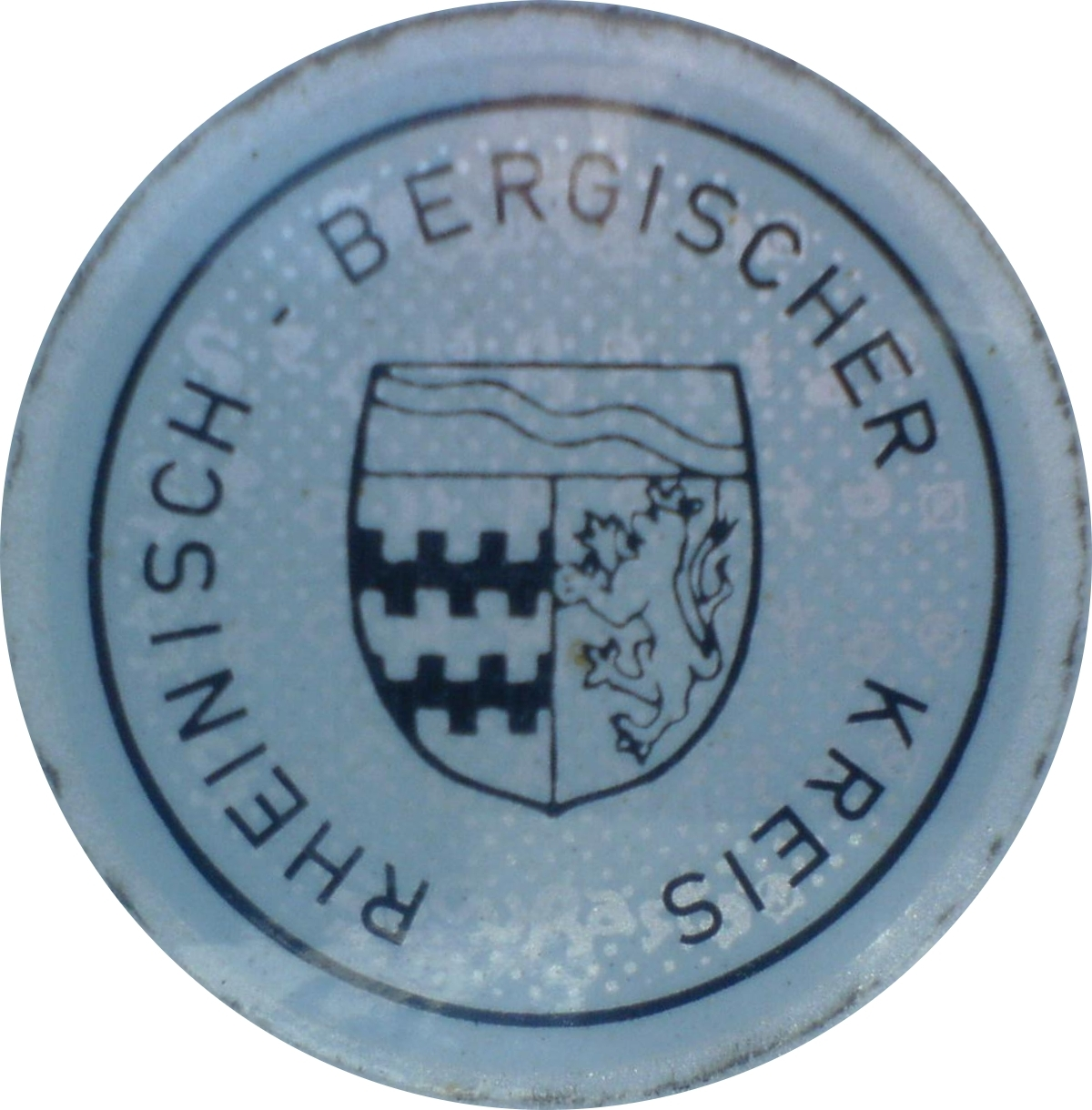
Kfz-Plakette in „alter“ Ausführung mit dem Kreiswappen

| Wappen von Rheinisch-Bergischer Kreis | Wappenbegründung: Dem am 1. Oktober 1932 gegründeten Rheinisch-Bergischen Kreis ist am 23. Februar 1938 das Recht verliehen worden, das nachstehend beschriebene Wappen zu führen. Das Wappen wurde bereits in den 1930er Jahren von Wolfgang Pagenstecher entworfen. Der Doppelzinnenbalken, hier zweimal enthalten, war das Zeichen der Grafen von Berg, die das Bergische Land vom 11. bis 13. Jahrhundert beherrschten. Der Bergische Löwe erinnert an die Zeit vom 13. Jahrhundert bis 1806 im Herzogtum Berg. Das obere Feld verweist auf die preußische Rheinprovinz, zu der der Kreis bei der Gründung 1932 gehörte. Der Kreis führt das Wappen nach der Neugliederung von 1975 (Köln-Gesetz) mit Genehmigung des Regierungspräsidenten in Köln vom 8. September 1976 unverändert weiter. |

### Flagge

Flagge des Rheinisch-Bergischen Kreises

„Der Rheinisch-Bergische Kreis führt eine Flagge, die in waagerechter Aufteilung die Farben "rot-weiß" zeigt und in der Mitte das Kreiswappen trägt.“

### Kreispartnerschaften
Der Kreis hat 1970 eine Partnerschaft mit der Grafschaft Cumbria in England abgeschlossen. Eine offizielle Zusammenarbeit oder ein Austausch erfolgt seit Mitte der 1990er Jahre nicht mehr.

### Mitgliedschaften und Beteiligungen
Der Rheinisch-Bergische Kreis
- gehört zum Bereich des Landschaftsverbandes Rheinland
- liegt im Regierungsbezirk Köln
- ist Mitglied des Deutschen Landkreistages
- ist Miteigentümer der Kreissparkasse Köln
- ist Miteigentümer des Verkehrsverbundes Rhein-Sieg
- ist Miteigentümer der Wupsi, KWS – Kraftverkehr Wupper-Sieg
- ist Miteigentümer der Rheinisch-Bergische Siedlungsgesellschaft mbH
- ist Miteigentümer des Flughafens Köln/Bonn, wenn auch nur zu 0,35 Prozent
- ist Mitglied der Regionale 2010 in der Region Köln/Bonn.
- ist Mitglied des Bergischer Abfallwirtschaftsverbandes
- ist beteiligt am Chemischen und Veterinäruntersuchungsamt (CVUA) Rheinland
- ist beteiligt an der Das Bergische gGmbH
- ist Mitglied der Energie-Genossenschaft Bergisches Land e.G.
- ist beteiligt im gemeinnützigen Bauverein Wermelskirchen eG.
- ist beteiligt an der Krankenhaus Wermelskirchen GmbH
- ist beteiligt an der Naturarena Bergisches Land GmbH
- ist beteiligt an der PBH Papierservice „Britanniahütte“ gemeinnützige GmbH
- ist beteiligt an der Radio Berg GmbH & Co. KG
- ist beteiligt an der Regionalverkehr Köln GmbH
- ist beteiligt an der Rheinisch-Bergisches TechnologieZentrum GmbH
- ist beteiligt an der Rheinisch-Bergischen Wirtschaftsförderungsgesellschaft mbH (RBW)
- ist beteiligt an der Rheinisches Studieninstitut für kommunale Verwaltung in Köln GbR
- ist beteiligt an der RWE AG
- ist beteiligt an der RW Holding AG i.L.
- ist beteiligt an dem Verband der kommunalen RWE-Aktionäre GmbH
- ist beteiligt an dem Wasserversorgungsverband Rhein-Wupper
- ist beteiligt an dem Zweckverband Naturpark Bergisches Land
- stellt Vorstand und Kuratorium der Landrat-Lucas-Stiftung

## Strategische Kreisentwicklung
Im Jahr 2007 haben der Kreis und die acht Kommunen den Strategieprozess RBK 2020 gestartet. Ziel des Prozesses ist es, den Kreis und seine Kommunen fit für die Zukunft zu machen.
Als Grundvoraussetzungen wurden genannt: eine nachhaltige Finanzpolitik, ein rücksichtsvoller Umgang mit der Natur und eine vertrauensvolle interkommunale und öffentlich-private Zusammenarbeit.
Im Strategieprozess sollen
- zukunftsfähige solidarische gesellschaftliche Strukturen gesichert werden
- Rahmenbedingungen für eine innovative Wirtschaft, qualifizierte und sichere Arbeitsplätze geschaffen und ausgebaut werden
- die Natur und die Landschaft geschützt und genutzt werden.[30]

Die Strategische Kreisentwicklung wird aktuell mit RBK 2020plus weitergeführt. Dabei sollen Projekte entwickelt werden, die die Region stärken und den Kreis optimal für die Zukunft aufstellen. Drei Bereiche werden mit RBK 2020plus angesprochen. Das sind Wohnen und Leben sowie Wirtschaft, Bildung und Arbeit und der Bereich Umwelt und Erholung.

## Wirtschaft
Im Zukunftsatlas 2016 belegte der Kreis Platz 99 von 402 Landkreisen, Kommunalverbänden und kreisfreien Städten in Deutschland und zählt damit zu den Regionen mit „Zukunftschancen“. In der Ausgabe von 2019 lag er auf Platz 87 von 401.
Die Wirtschaft des Kreises ist geprägt durch Klein- und Mittelbetriebe. Die zuständige Industrie- und Handelskammer Köln verzeichnet ca. 16.600 Mitgliedsunternehmen im Kreisgebiet. Etwa 63.000 Menschen sind im Kreis sozialversicherungspflichtig beschäftigt, davon zwei Drittel im Dienstleistungssektor. Rund 28.000 Berufspendler kommen zur Arbeit in den Kreis, während mit 53.000 fast die doppelte Zahl Berufsauspendler eine Arbeitsstelle in den umliegenden Großstädten und Industriegebieten hat.
Die Wirtschaftsstruktur hat sich in der Vergangenheit als günstig erwiesen: Die Arbeitslosenquote lag im Rheinisch-Bergischen Kreis regelmäßig unter den Durchschnittszahlen für Nordrhein-Westfalen.
Die großen privaten Arbeitgeber konzentrieren sich in drei Städten. Darunter befinden sich der Papierhersteller Zanders, der Lebensmittelhersteller Krüger, die Beteiligungsgesellschaft Indus Holding und das Biotechnologieunternehmen Miltenyi Biotec in Bergisch Gladbach. In Wermelskirchen hat die Baumarktkette Obi ihren Sitz und neben anderen auch der Rollenhersteller Tente seinen Produktionsstandort. Größere Firmen in Burscheid sind Federal-Mogul und Adient. Eine Vielzahl kleiner und mittlerer Firmen hat sich im Technologiezentrum und Technologiepark Bergisch Gladbach-Moitzfeld und im Unternehmenspark an der A1 in Wermelskirchen angesiedelt.
Die Kreissparkasse Köln, an der der Rheinisch-Bergische Kreis beteiligt ist, unterhält zahlreiche Geschäftsstellen in sieben Kommunen.  Die Stadt Wermelskirchen besitzt eine eigene Sparkasse mit drei Geschäftsstellen.
Die Zahl der Genossenschaftsbanken ist durch Fusionen auf zwei geschrumpft. Es bestehen noch die VR Bank eG Bergisch Gladbach und die Bensberger Bank. Drei weitere Genossenschaftsbanken aus dem Umland haben Zweigstellen im nördlichen Kreisgebiet. In Rösrath-Forsbach unterhält der Rheinisch-Westfälische Genossenschaftsverband eine Akademie für die überbetriebliche Aus- und Fortbildung von Bankkaufleuten. Die deutschen Großbanken unterhalten einzelne Filialen in den Städten.
Die Landwirtschaft nutzt etwa 38 Prozent der Fläche im Kreis. Dabei schwankt der Anteil zwischen 23 Prozent in Bergisch Gladbach und etwa 48 Prozent in Burscheid und Kürten. Die Landwirtschaftskammer Nordrhein-Westfalen registrierte für 2003 noch 596 landwirtschaftliche Betriebe mit insgesamt 13.086 Hektar. Die Zahl der Betriebe ist innerhalb von zehn Jahren um 9,7 Prozent gesunken.
Der Wald hat einen Anteil von 36 Prozent am Kreisgebiet. Dabei ist der Anteil in Odenthal mit 44 Prozent und in Rösrath mit 47 Prozent am höchsten. Das größte zusammenhängende Waldgebiet ist der Königsforst. Insgesamt 354,5 km² des Kreises gehören zum Naturpark Bergisches Land. Mehr als 60 Prozent sind Landschaftsschutzgebiet, insbesondere der Bereich um die Große Dhünntalsperre.

## Verkehr

### Straßenverkehr
Im Kreis waren am 1. Januar 2018 206.662 Kraftfahrzeuge zugelassen (etwa 730 je 1.000 Einwohner), davon 176.267 PKW.
Am 1. Juli 1956 wurde dem Rheinisch-Bergischen Kreis bei der Einführung der bis heute gültigen Kfz-Kennzeichen das Unterscheidungszeichen GL (für die Kreisstadt Bergisch Gladbach) zugewiesen. Es wird durchgängig bis heute ausgegeben.
Im Norden führt die A1 durch den Rheinisch-Bergischen Kreis mit Anschlussstellen in Burscheid und Wermelskirchen. In Rösrath liegt eine Halbanschlussstelle mit einer Auffahrt zur A3 Richtung Köln und einer Abfahrt aus Köln. Die A4 durchquert den Kreis in Ost-West-Richtung mit Anschlussstellen in Bergisch Gladbach und Overath.

### Eisenbahnen

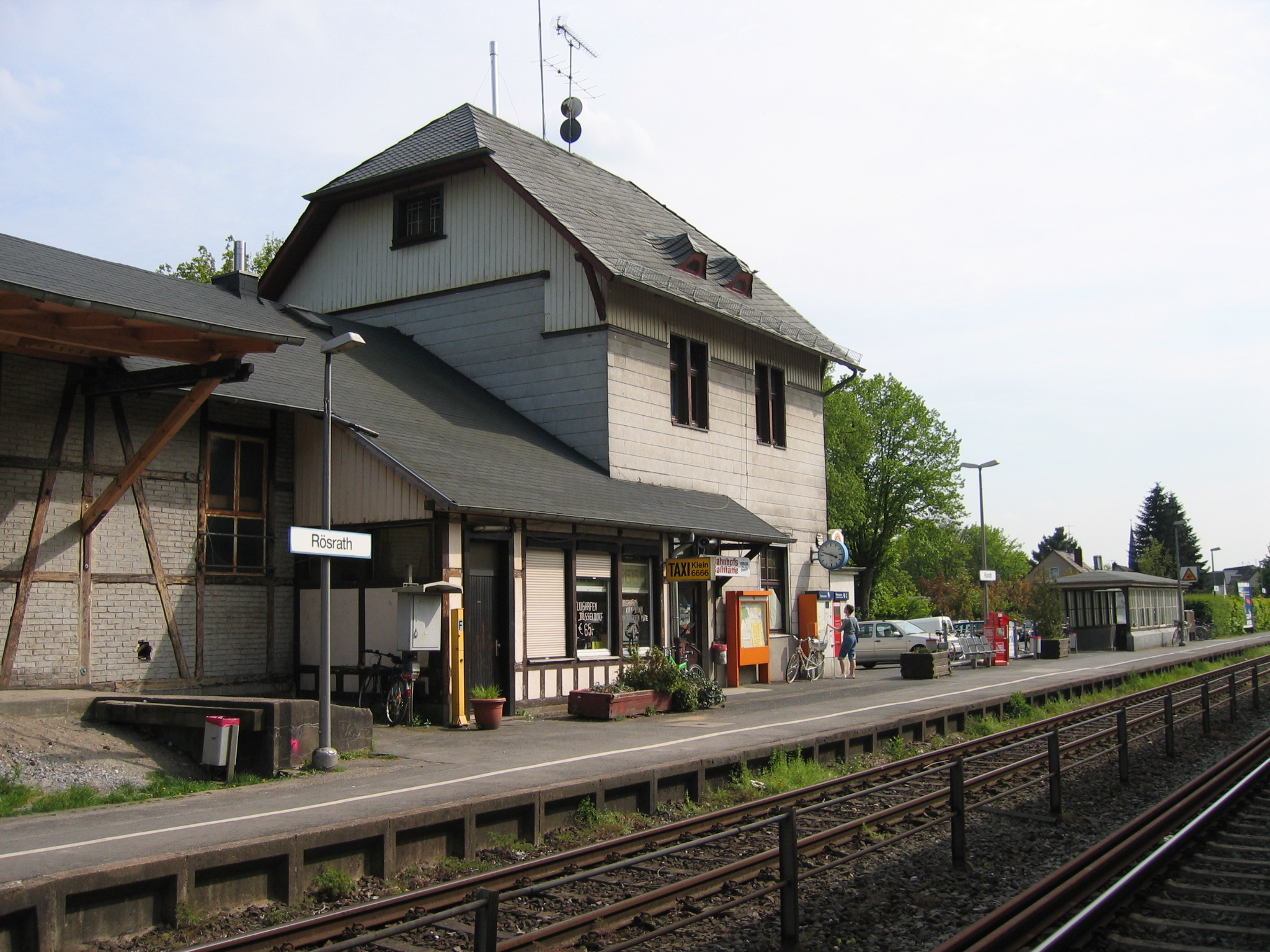
Bahnhof Rösrath an der Oberbergischen Bahn

Der Kreis wird von drei Bahnstrecken erschlossen, auf denen nachfolgende Bahnlinien verkehren:
- die S 11 auf der Strecke Düsseldorf–Neuss–Dormagen–Köln–Bergisch Gladbach
- die Rhein-Wupper-Bahn (RB 48) auf der Strecke Wuppertal–Solingen–Leichlingen–Leverkusen–Köln–Bonn
- die Oberbergische Bahn (RB 25) auf der Strecke Köln–Rösrath–Overath–Gummersbach–Meinerzhagen–Lüdenscheid.

Odenthal und Kürten verfügen nicht über einen Bahnanschluss. Auf dem Stadtgebiet von Burscheid und Wermelskirchen gab es  bis in die 1990er-Jahre mehrere Bahnhöfe und Haltepunkte an der jetzt stillgelegten Bahnstrecke Remscheid-Lennep–Opladen, volkstümlich als „Balkanexpress“ bezeichnet.
Die Bahnstrecke Köln-Mülheim–Lindlar (östlich von Bergisch Gladbach von der Bevölkerung „Sülztalbahn“ oder „Sülztal-Express“ genannt) führte bis in die 1960er-Jahre über Bergisch Gladbach, Bensberg, Rösrath, Hoffnungsthal und Immekeppel nach Lindlar. Der Streckenabschnitt bis Bensberg wurde bis 1989 noch im Güterverkehr befahren. Heute wird der 1975 elektrifizierte Abschnitt von Köln bis Bergisch Gladbach von der S-Bahn Linie 11 befahren, zwischen Rösrath und Hoffnungsthal verkehrt die Regionalbahn-Linie 25, die übrigen Abschnitte sind stillgelegt und größtenteils abgebaut.
Overath hatte bis 1962 Bahnanschluss aus Richtung Siegburg–Lohmar („Luhmer Grietche“ genannt) im Zuge der Bahnstrecke Siegburg–Olpe (Aggertalbahn), von der heute noch der Abschnitt Overath-Dieringhausen von der RB 25 befahren wird.

### Busverkehr und Stadtbahn

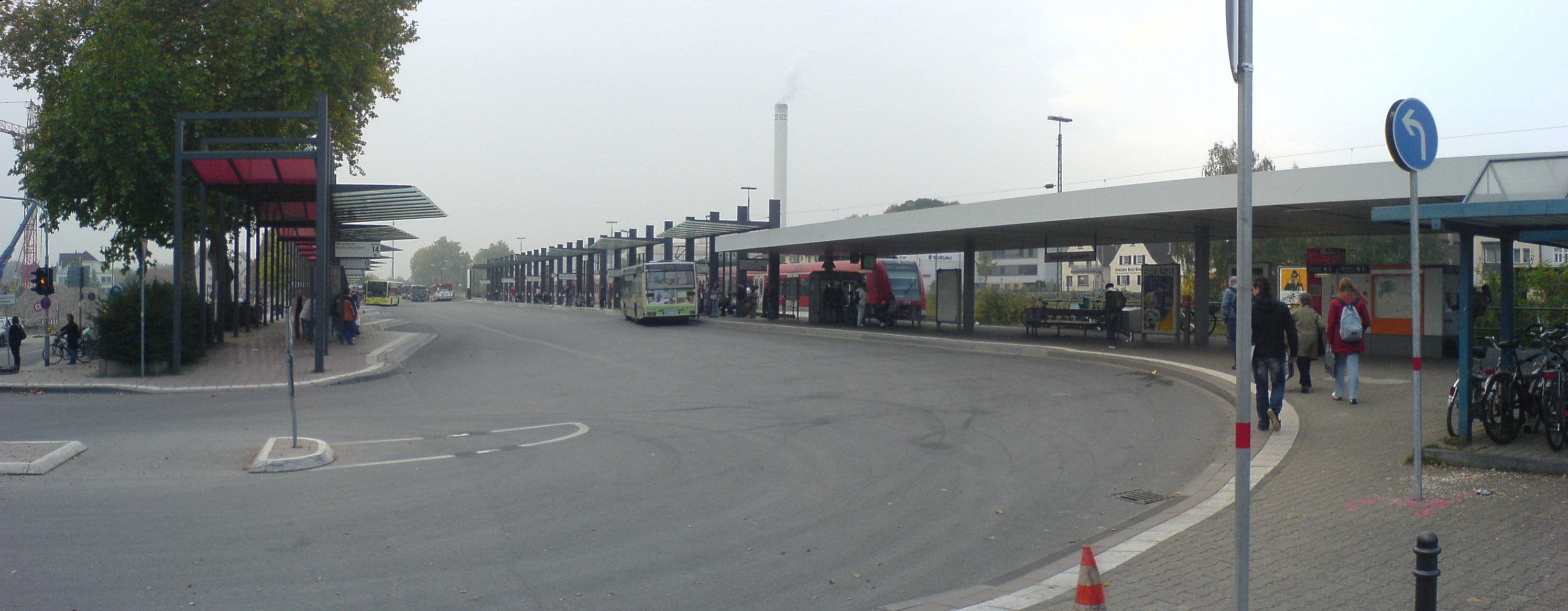
Bahnhof und Busbahnhof Bergisch Gladbach

Der Busverkehr im Kreis wird von der Kraftverkehr Wupper-Sieg AG („wupsi“), der Regionalverkehr Köln GmbH und im Nordkreis von der Kraftverkehr Gebr. Wiedenhoff GmbH und der Verkehrsbetrieb Hüttebräucker GmbH bestritten. In weniger frequentierten Relationen wird der Busverkehr durch Sammeltaxi- und AnrufBus-Linien ergänzt. In einigen Orten (Burscheid, Kürten, Leichlingen, Odenthal, Overath und Wermelskirchen) wurde ein Bürgerbus-Angebot eingerichtet. In Bergisch Gladbach sind viele Buslinien des Südkreises und des Nordkreises miteinander und mit der S-Bahn verknüpft.
Die Stadtbahnlinie 1 der Kölner Verkehrs-Betriebe (KVB) fährt von Köln über Refrath nach Bensberg.
Alle öffentlichen Verkehrsmittel des Nahverkehrs sind im Rahmen des Tarifs des Verkehrsverbundes Rhein-Sieg (VRS) zu benutzen.

### Anbindung an die Flughäfen
Der Flughafen Düsseldorf sorgt im Norden und der Flughafen Köln/Bonn für den südlichen Teil des Kreises für eine optimale Anbindung an weltweite Destinationen.

## Schulen und andere Bildungseinrichtungen
In den acht Kommunen des Kreises gibt es 52 Grundschulen, acht Hauptschulen, elf Realschulen, zehn Gymnasien, ein Wirtschaftsgymnasium, vier Gesamtschulen, drei Sekundarschulen und acht Förderschulen.
Grundschulen, Hauptschulen und Realschulen befinden sich in jeder Gemeinde, Gesamtschulen in Bergisch Gladbach-Paffrath und Kürten. Gymnasien gibt es in den Kommunen außer Burscheid und Kürten, wobei in Kürten die Gesamtschule bis zum Abitur führt. Zu den Schulen zählen das Albertus-Magnus-Gymnasium Bensberg und das Nicolaus-Cusanus-Gymnasium Bergisch Gladbach.
Die Förderschulen, einige davon Einrichtungen des Landschaftsverbandes Rheinland, verteilen sich auf Bergisch Gladbach, Kürten, Leichlingen, Rösrath und Wermelskirchen.
Berufskollegs gibt es zentral in Bergisch Gladbach und Wermelskirchen. Seit 2007 wird in Bergisch Gladbach zusätzlich ein Wirtschaftsgymnasium aufgebaut.
Die drei Volkshochschulen werden jeweils von zwei oder drei Kommunen gemeinsam unterhalten,
- in Bergisch Gladbach für die Kreisstadt und die Gemeinden Kürten und Odenthal
- in Overath und Rösrath
- in Burscheid, Leichlingen und Wermelskirchen (VHS Bergisch Land).

Eigene Musikschulen existieren in Bergisch Gladbach, Wermelskirchen und in der sogenannten Musikstadt Burscheid, sowie in Leichlingen.
In Bergisch Gladbach hat die Fachhochschule der Wirtschaft (FHDW) eine Niederlassung. Außerdem gibt es hier das Bildungszentrum für informationsverarbeitende Berufe (bib), bei dem sich die Schüler mit ihrer Aus- und Weiterbildung beschäftigen können.
Im Bergisch Gladbacher Stadtteil Refrath besteht eine freie Waldorfschule mit der Möglichkeit, das Abitur zu machen.
Im Bergisch Gladbacher Stadion an der Paffrather Straße unterhält der Rheinische Turnerbund seine Landesturnschule.
Zahlreiche private Träger bieten kurzzeitige Bildungsmaßnahmen auf lokaler oder regionaler Ebene für die allgemeine und berufliche Weiterbildung an.

## Kultur
Die Kultur- und Wirtschaftsgeschichte wird in einigen Museen dargestellt, siehe Liste der Museen im Rheinisch-Bergischen Kreis.

### Rheinisch-Bergischer Kalender
Der Rheinisch-Bergische Kalender ist das Jahrbuch des Bergischen Landes. Er erscheint meist gegen Ende September oder Anfang Oktober und gibt facettenreiche Einblicke in die Region.

### Kultur-Scouts Bergisches Land
Die Kultur-Scouts Bergisches Land ist ein Angebot für Schüler der Sekundarstufe 1. Die Jugendlichen können zweimal jährlich bei dem Projekt die Kulturangebote in der Region erkunden. Die Programme in den Institutionen sind auf den Lehrplan abgestimmt. Es handelt sich dabei um ein Gemeinschaftsprojekt von sechs Städten und Kreisen der Region. Inzwischen sind 26 Kulturorte dabei.

## Sport

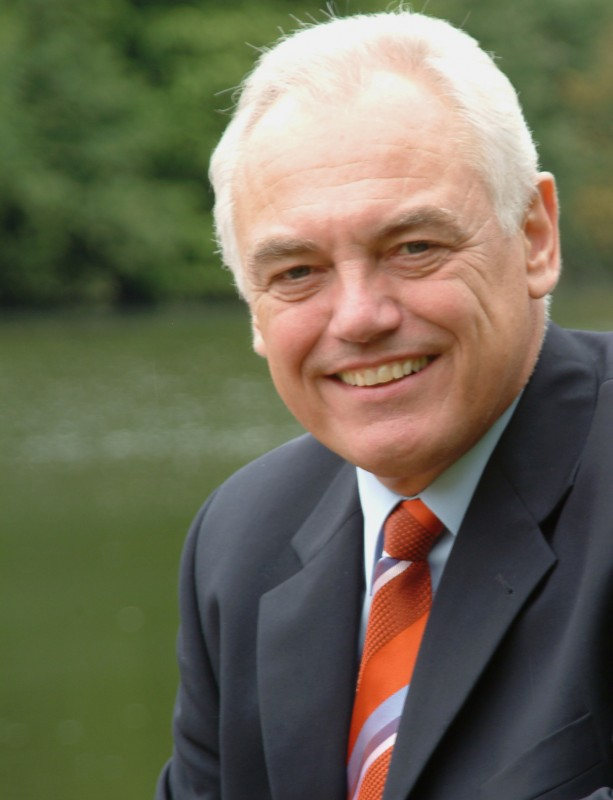
Walter Schneeloch, 2005

Im Kreis werden zahlreiche Sportarten ausgeübt, sei es drinnen oder draußen. Im Kreissportbund sind die Sportvereine der acht Städte und Gemeinden zusammengeschlossen. Der Verband vertritt etwa 260 Vereine mit rund 72.000 Mitgliedern. Der Schwerpunkt der Vereinsarbeit liegt beim Breitensport.
Der Kreissportbund ist Mitglied im Landessportbund Nordrhein-Westfalen (LSB NRW) und dieser dann im Deutschen Olympischen Sportbund (DOSB).
Sportliche Aktivitäten finden auch außerhalb der Vereine statt wie Joggen oder Nordic Walking. Zum Wandern, Reiten oder Golf spielen kommen zahlreiche Menschen aus den benachbarten Großstädten. Für Mountainbiker bietet der Rheinisch-Bergische Kreis hervorragende Bedingungen, und die hier ansässigen Mountainbike-Schulen stehen mit Rat und Tat zur Seite.
In Bergisch Gladbach-Bensberg lebt Walter Schneeloch, Präsident des Landessportbundes Nordrhein-Westfalen und seit 2006 Vizepräsident des Deutschen Olympischen Sportbundes (DOSB), wo er für die Bereiche Breitensport und Sportentwicklung zuständig ist.
Prominente aktive oder ehemalige Sportler mit einer persönlichen Bindung an den Rheinisch-Bergischen Kreis sind in den einzelnen Stadt- und Gemeindeartikeln aufgeführt und in der Kategorie:Person (Rheinisch-Bergischer Kreis).

## Justiz
Im Kreis sind zwei Gerichte der Ordentlichen Gerichtsbarkeit ansässig
- das Amtsgericht Bergisch Gladbach, zuständig für Bergisch Gladbach, Kürten, Odenthal, Overath und Rösrath[44]
- das Amtsgericht Wermelskirchen, zuständig allein für diese Stadt.[45]

Burscheid und Leichlingen gehören zum Bezirk des Amtsgerichtes Leverkusen.
Den Amtsgerichten übergeordnet sind das Landgericht Köln und das Oberlandesgericht Köln.
Für besondere Gerichtsverfahren zuständig sind das Verwaltungsgericht Köln, das Finanzgericht Köln und das Sozialgericht Köln.
Bei Streitigkeiten aus Arbeitsverhältnissen ist das Arbeitsgericht Köln zuständig für Bergisch Gladbach, Kürten, Odenthal, Overath und Rösrath, das Arbeitsgericht Solingen für Burscheid, Leichlingen und Wermelskirchen.
Ermittlungs- und Anklagebehörde für den gesamten Kreis ist die Staatsanwaltschaft Köln.
Im Kreisgebiet befindet sich keine Justizvollzugsanstalt und keine Jugendarrestanstalt.

## Veranstaltungen und Projekte

### Expedition Heimat
Expedition Heimat ist eine Aktion des Kreises, seiner Kommunen sowie verschiedener öffentlicher und privater Einrichtungen. Sie bietet die Möglichkeit, einige Facetten des Rheinisch-Bergischen Kreises näher kennenzulernen. In jeder der acht Städte und Gemeinden finden Teilaktionen unter einem eigenen Thema statt. Zu einigen Programmen gehören auch geführte Wanderungen. Diese Kulturaktion ist eingebettet in den europaweiten Tag des offenen Denkmals.
Expedition Heimat hat ab 2017 eine neue Ausrichtung: Expedition Heimat 2.0. Dabei konzentriert man sich gezielt auf einen Veranstaltungsort in einer Kommune, um ein Thema, welches in den vergangenen Jahren nur gestreift wurde, tiefergehend zu beleuchten. Von 2008 bis 2015 fanden in allen acht Kommunen an einem Tag parallel zahlreiche Veranstaltungen, wie Führungen, Vorträge und Exkursionen statt.

### unverDHÜNNt
unverDHÜNNt ist ein Aktionstag rund um die große Dhünn-Talsperre, der seit 2007 alle drei Jahre stattfindet. Das Projekt ist eine Kooperation vom Wupperverband, dem Rheinisch-Bergischen Kreis und von :aqualon e. V. Dabei können Besucher die Große Dhünn-Talsperre erkunden und an vielen Aktionen rund um das Thema Wasser teilnehmen. Ziel ist, die Menschen für die Natur und den Trinkwasserschutz zu sensibilisieren.

### Naturschutz
Das Kreisgebiet ist mit einer beachtlichen Zahl von Naturschutzgebieten überzogen.

### Forum Ostwest
FORUM OSTWEST Kulturprojekte mit Polen + seinen Nachbarn ist eine Veranstaltungsreihe des Rheinisch-Bergischen Kreises, die seit 1992 durchgeführt wird.
Der Rheinisch-Bergische Kreis und seine Partner laden Künstler, Wissenschaftler und Politiker aus Polen und seinen Nachbarländern zu Konzerten, Ausstellungen, Diskussionen, Workshops und anderen Veranstaltungen ein. Gleichzeitig soll dadurch der Dialog zwischen Künstlern aus dem Rheinisch-Bergischen Kreis und aus Osteuropa gefördert werden. Das FORUM OSTWEST spricht durch sein breites Spektrum das unterschiedlichste Publikum an.

### Ehrung verdienter Bürger
Jährlich zeichnet der Rheinisch-Bergische Kreis maximal 25 Bürger mit der goldenen Ehrennadel aus, die sich ehrenamtlich im sozialen Bereich, in der Jugendförderung oder in der Kulturpflege besonders engagiert haben. Vorschläge dazu können beim Kreis von allen Bürgern eingereicht werden.

## Kfz-Kennzeichen
Dem Rheinisch-Bergischen Kreis wurde das bis heute gültige Kfz-Kennzeichen GL, das für die Kreisstadt Bergisch Gladbach steht, zugewiesen. Es wird durchgängig bis heute ausgegeben.